# Terminalia mantaly
A  amendoeira de Madagascar  (Madagascar almold tree), Terminalia Mantaly H. Perrier; Combretaceae, também chamada sete copas africana, é uma árvore de grandes dimensões que pode atingir até 20 metros de altura. Sua origem é Madagascar.

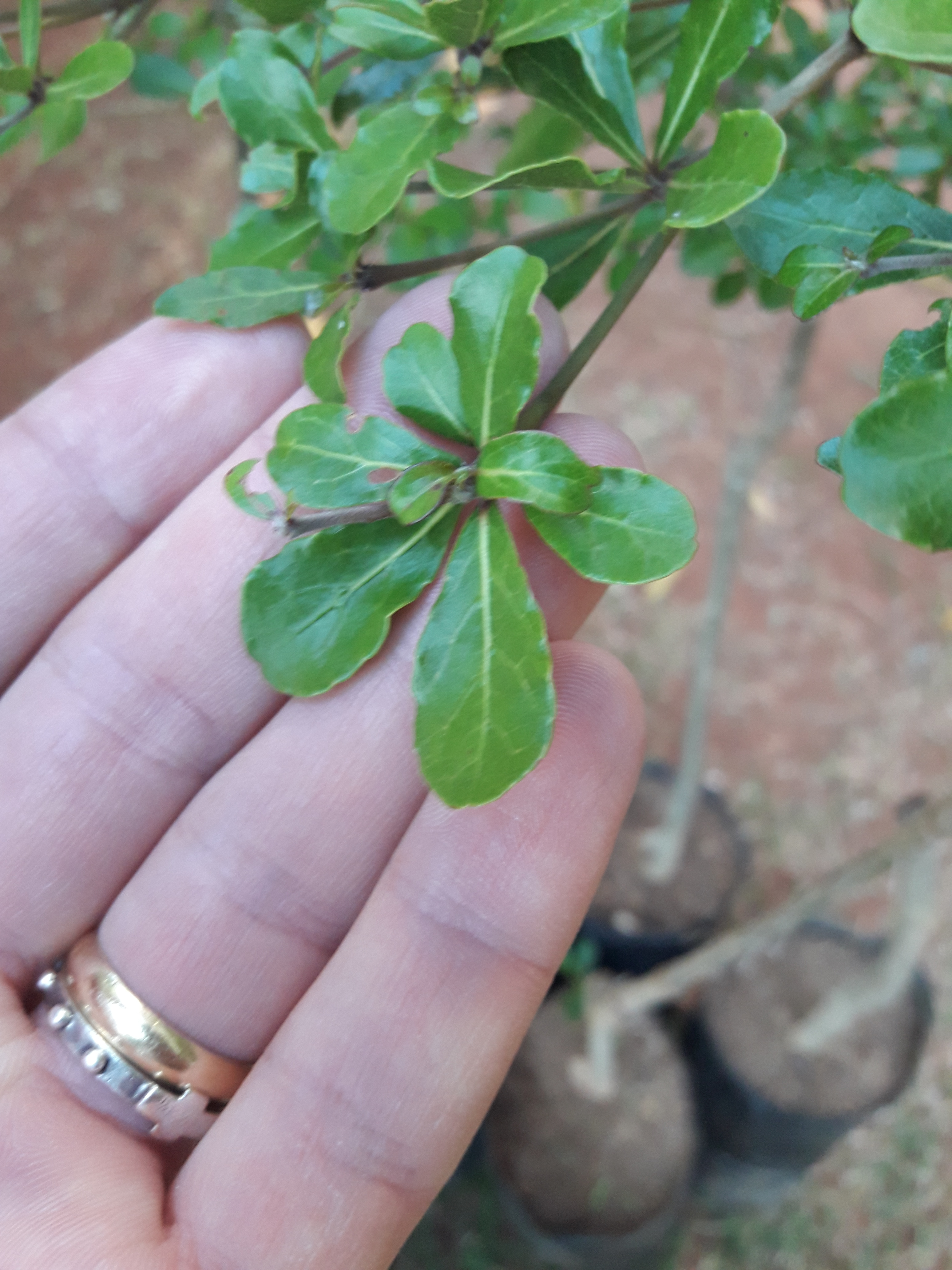
Folhas da amendoeira de Madagascar

A árvore possui tronco reto. Suas sementes têm cor verde e amarela.
Terminalia mantaly cresce 10-20 m com uma haste ereta e única, galhos dispostos em camadas. Casca pálida cinza, lisa e bastante malhada.
Folhagem suave, verde brilhante quando jovem, em rosetas terminais de 4-9 folhas desencontradas em caules curtos e espessos; comprimento até 7 cm, ápice amplamente arredondado, base muito afilada, margem ondulada.
Flores pequenas, esverdeadas, em pontas eretas até 5 cm de comprimento.
Fruta pequena oval; sementes, cerca de 1,5 cm de comprimento sem asas óbvias.
O nome genérico vem do latim "terminalis" (término) e refere-se a o hábito das folhas sendo amontoadas nas pontas dos brotos.
Os ramos em camadas são uma característica deste espécies.
Seu uso no Brasil é essencialmente no paisagismo.
Muitos produtores, por desconhecimento, a comercializam como Terminalia catappa, que se trata na verdade da Amendoeira-da-praia.